# Avaya
Az Avaya Inc. magánkézben lévő távközlési vállalat, amely vállalati számítógép-hálózatokat, telefonos szolgáltatásokat és call center technológiákat kínál. Korábban a Lucent Technologies része volt, 2000. október 1-jén vált le róla. 2007. október 26-án az Avayát felvásárolta két magántőke-társaság, a TPG Capital és a Silver Lake Partners.
Az Avaya hardvert használó Bell Canada (AC) szolgáltatta a hivatalos konvergált 10 gigabites Ethernet hálózatot a 2010-es téli olimpiai játékokon.

## Termékek
- Avaya Data
  - Virtual Services Platform 9000 (VSP-9000) (en) VSP-9000
  - Ethernet Routing Switch (ERS-8800)
  - Ethernet Routing Switch (ERS-8600) (en) ERS-8600
  - Ethernet Routing Switch (ERS-8300)
  - Ethernet Routing Switch (ERS-5600) (en) ERS-5600
  - Ethernet Routing Switch (ERS-5500)
  - Ethernet Routing Switch (ERS-4500)
  - Ethernet Routing Switch (ERS-2500)
  - Secure Router 4134/2330
  - WLAN 8100
  - VPN Gateway
  - Identity Engines
- Unified Communications
  - Avaya Aura AS-5300 (en) AS-5300
  - Avaya Aura Application Enablement Services
  - Avaya Aura Communication Manager
  - Avaya Aura Communication Manager Branch
  - Avaya Aura Communication Manager Messaging
  - Avaya Aura Media Services
  - Avaya Aura Presence Services
  - Avaya Aura Session Manager
  - Avaya Aura System Platform
  - Avaya Aura SIP Enablement Services
  - Avaya Aura System Manager
  - Avaya Integrated Management
  - Avaya Communication Server 1000

## Piaci pozíció
Az Avaya által elismert iparági szakértők és a technológia, mint a világ egyik vezető a következő területeken:
- Első 2009-ben az egységes kommunikáció és az üzleti telefónia területen[3]
- Első 2009-ben információs központ területen[4]
- Első 2008-ban a vállalati üzenetküldő területen[5]
- Első 2009-ben audiokonferencia területén[6]
- A világ vezető 2009-ben fenntartásában hardver-és szoftvertámogatás területén[7]